# Avram Grant
Avraham Grant (en hebreo: אברם גרנט) (4 de mayo de 1955; Petah Tikvah, Israel), nacido como Avraham Granat, es un entrenador israelí. Actualmente es el seleccionador de Zambia.
Grant se mudó a Inglaterra en 2006 para convertirse en director técnico del Portsmouth antes de ser nombrado director de fútbol del Chelsea en julio de 2007. Dos meses después, en septiembre de 2007, tras la marcha de José Mourinho, Grant fue nombrado entrenador del club londinense. A pesar de llevar al equipo a las finales de la Liga de Campeones y la Copa de la Liga, además de disputar el título de la Premier League hasta el último día, su contrato fue rescindido al final de la temporada.
Grant regresó al Portsmouth como director de fútbol en octubre de 2009 y fue nombrado entrenador el mes siguiente. Después del descenso del club al Championship, Grant renunció y, en junio de 2010, fue nombrado entrenador del West Ham United, cargo que ocupó hasta mayo de 2011, cuando fue despedido después de que el club descendiera de la Premier.
Después de una temporada de campeonato dirigiendo al Partizán de Belgrado y una temporada como director técnico del club tailandés BEC Tero Sasana, Grant fue nombrado entrenador de la selección de Ghana en 2014. Dejó el cargo después de una derrota en las semifinales de la Copa Africana de Naciones 2017.
En enero de 2018, Grant se mudó a India para unirse al NorthEast United de la Superliga india como asesor técnico, un día después de que el entrenador del equipo, João de Deus, fuera despedido debido a un mal comienzo.

## Trayectoria

### Israel
La carrera de entrenador profesional de Grant comenzó a los 18 años, en 1972, como entrenador juvenil del equipo de su ciudad natal, Hapoel Petah-Tikvah. En 1986, después de un período de 14 años en este trabajo, fue ascendido a entrenador del primer equipo, lo que llevó al club a dos victorias en la Copa Toto, en 1990 y 1991, lo que devolvió al club a la cima de Israel. fútbol después de casi 25 años. Durante esta era, Petah Tikva luchó regularmente por el campeonato contra el Maccabi Haifa de Shlomo Scharf. En su última temporada en Petah Tikva, Grant perdió tanto el campeonato como la Copa del Estado de Israel en 3 días ante el Maccabi Haifa, en una cadena de eventos que se conoce comúnmente en Israel como "el doble robo".
La temporada siguiente, Grant pasó a entrenar al Maccabi Tel Aviv ganando la Liga Leumit (entonces la primera división) en su primera temporada con ellos, con una ventaja de 13 puntos sobre el equipo del segundo lugar. El equipo perdió por poco en la final de la Copa de Israel y, por lo tanto, se le negó un doblete histórico. La copa fue ganada por Maccabi Tel Aviv bajo el control de Grant, sin embargo, en 1994, seguida de otro campeonato en 1995.
Después de esto, Grant se mudó al Hapoel Haifa por lo que se ha descrito como un período breve y sin éxito, terminando cuarto en el campeonato israelí. Grant regresó al Maccabi Tel Aviv entre 1997 y 2000, aunque este período fue menos exitoso que el anterior en el club, ganando solo la Copa Toto en 1999.
Grant se mudó al Maccabi Haifa en 2000, donde entrenó hasta 2002. Allí, llevó al equipo a un gran éxito, ganando la Liga Premier de Israel en 2001 y 2002, así como la Copa Toto en 2002, mientras que perdió por poco la Copa de Israel, por lo que no pudo conseguir el triplete. En 2001, el club participó en la segunda ronda de clasificación de la competición Liga de Campeones de la UEFA contra el equipo finlandés FC Haka. A pesar de ganar ambos partidos (1-0 y 4-0) con un marcador global de 5-0, el club no avanzó más. El uso de Walid Badir como suplente en los últimos diez minutos del partido de vuelta mientras estaba suspendido provocó la descalificación por "negligencia culposa" y el Haka pasó a la siguiente ronda contra el Liverpool.

#### Selección de Israel
Después de dejar Haifa en 2002, Grant se convirtió en el entrenador de equipo más joven de Israel, reemplazando al ex entrenador de Dinamarca Richard Møller Nielsen. El equipo participó en el Grupo 1 de la ronda de clasificación de la Eurocopa 2004, pero terminó tercero y, por lo tanto, no participó en la final de Portugal.
Aunque no se clasificó para la Copa Mundial 2006, Israel terminó tercero en su grupo detrás de Francia y Suiza. Israel no obtuvo la clasificación para los play-offs, a pesar de permanecer invicto en el grupo con cuatro victorias y seis empates.

### Inglaterra
En octubre de 2005, Grant anunció que dejaría la selección nacional ya que su contrato expiraba en junio del año siguiente. Posteriormente, asumió el cargo de director técnico en el Portsmouth en junio de 2006, supervisando el equipo de Harry Redknapp.

#### Chelsea

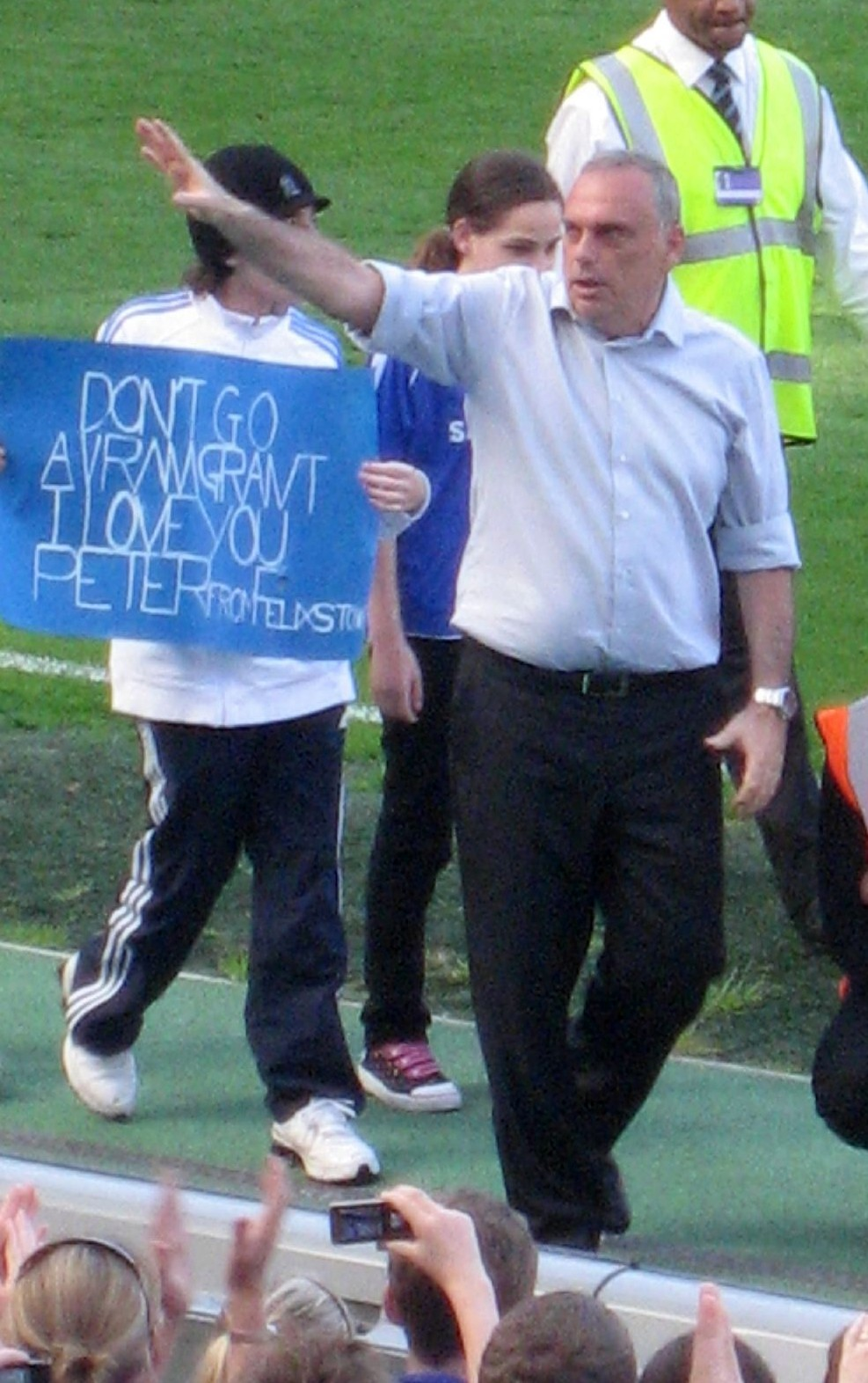
Grant en el Chelsea.

Años después, Román Abramóvich y José Mourinho confiaron en él al darle el puesto de director técnico en Chelsea Football Club, donde estuvo desde 2007. Tras la salida de José Mourinho el 20 de septiembre de 2007, a Grant se le asignó el puesto de entrenador, con Steve Clarke y más tarde Henk ten Cate como asistentes, convirtiéndose en el primer israelí en dirigir un club de fútbol inglés.
Cuando tomó las riendas del Chelsea, Grant no tenía la certificación de entrenador de alto nivel requerida por la UEFA. De hecho, nunca había recibido las certificaciones de entrenador de nivel inferior de la UEFA para entrenadores de nivel "B" y "A" en Europa. Muchos fanáticos del Chelsea no tomaron bien la designación de Grant. Protestaron por la partida de Mourinho, sosteniendo pancartas en los juegos, que decían "Mourinho - El especial", y coreando el nombre de Mourinho. Chelsea afirmó que algunas de las protestas dirigidas a Grant constituían abusos de carácter racista. Bruce Buck, presidente del Chelsea, afirmó que habían recibido puntos de vista racistas y antisemitas. Buck declaró: "[Esto] difama injustamente la reputación de la gran mayoría de los fanáticos del Chelsea que, con razón, no quieren estar asociados con tal actividad". Sin embargo, muchos fanáticos de los Blues sintieron que sus objeciones contra el nombramiento de Grant como entrenador del equipo están justificadas, citando su "falta de experiencia en los niveles más altos del fútbol" y la falta de una calificación formal de la UEFA como entrenador de Grant.
Varios jugadores anónimos del Chelsea fueron citados diciendo que los métodos de Grant estaban "25 años atrasados" y que "el Chelsea merece un entrenador más grande que él. Grant no tiene la calidad para entrenar a un equipo como este. Cuando nos enfrentamos a grandes oponentes, sufriremos porque de él". Al menos uno de los empleados de Grant les dijo a sus amigos que consideraron dejar el club.
Grant enfrentó su primer partido solo 3 días después de asumir el cargo de entrenador, perdiendo 2-0 ante el Manchester United el 24 de septiembre. En su primer partido de la Liga de Campeones de la UEFA como entrenador (con el Chelsea y en general) llevó al Chelsea a una victoria a domicilio por 2-1 sobre el Valencia, replicando una de las victorias más célebres de Mourinho. Chelsea pasó a registrar una racha invicta de 16 juegos con Grant, incluida la victoria sobre el Manchester City por 6-0 en una de las mayores victorias del Chelsea. Posteriormente, se le ofreció a Grant y firmó un contrato de cuatro años con el Chelsea en diciembre de 2007.
En febrero, Chelsea llegó a la Final de la Copa de la Liga de 2008, su primera final de competición bajo la dirección de Grant. Perdieron 2-1 ante el Tottenham Hotspur en el Wembley Stadium el 24 de febrero, con un gol de la prórroga del central Jonathan Woodgate. El 8 de marzo, ante el Barnsley, el Chelsea fue eliminado de la FA Cup. El 23 de marzo, Grant aseguró su primera victoria contra uno de los otros cuatro clubes grandes cuando el Chelsea remontó después de dos sustituciones que fueron ridiculizadas por los fanáticos del Chelsea para vencer al Arsenal por 2-1. El 26 de abril, Grant obtuvo su segunda gran victoria cuando Chelsea venció al Manchester United por 2-1, para mover al Chelsea al segundo lugar en la Premier League empatado a puntos con el líder Manchester United cuando aún quedaban dos partidos restantes. Finalmente terminaron la temporada en segundo lugar, como lo había hecho el equipo el año anterior.
El 30 de abril de 2008, el Chelsea de Grant venció al Liverpool por 3-2 (4-3 en el global) para avanzar a la final de la UEFA Champions League, algo que no lograron con el exentrenador José Mourinho. Chelsea empató 1-1 con el Manchester United en la final, solo para perder en la tanda de penales por 6 a 5. Bajo la fuerte lluvia, John Terry resbaló en el quinto penalti de su equipo, cortando el balón fuera del poste y desviado. Si hubiera marcado, el Chelsea habría ganado el torneo.
Tres días después, alrededor de las 6 p. m. del 24 de mayo de 2008, Chelsea anunció en un comunicado en su sitio web que el contrato de Grant había sido rescindido con efecto inmediato. Al igual que había hecho su antecesor José Mourinho, Grant completó su etapa como entrenador del Chelsea sin perder un solo partido en casa en la Premier League.

#### Portsmouth

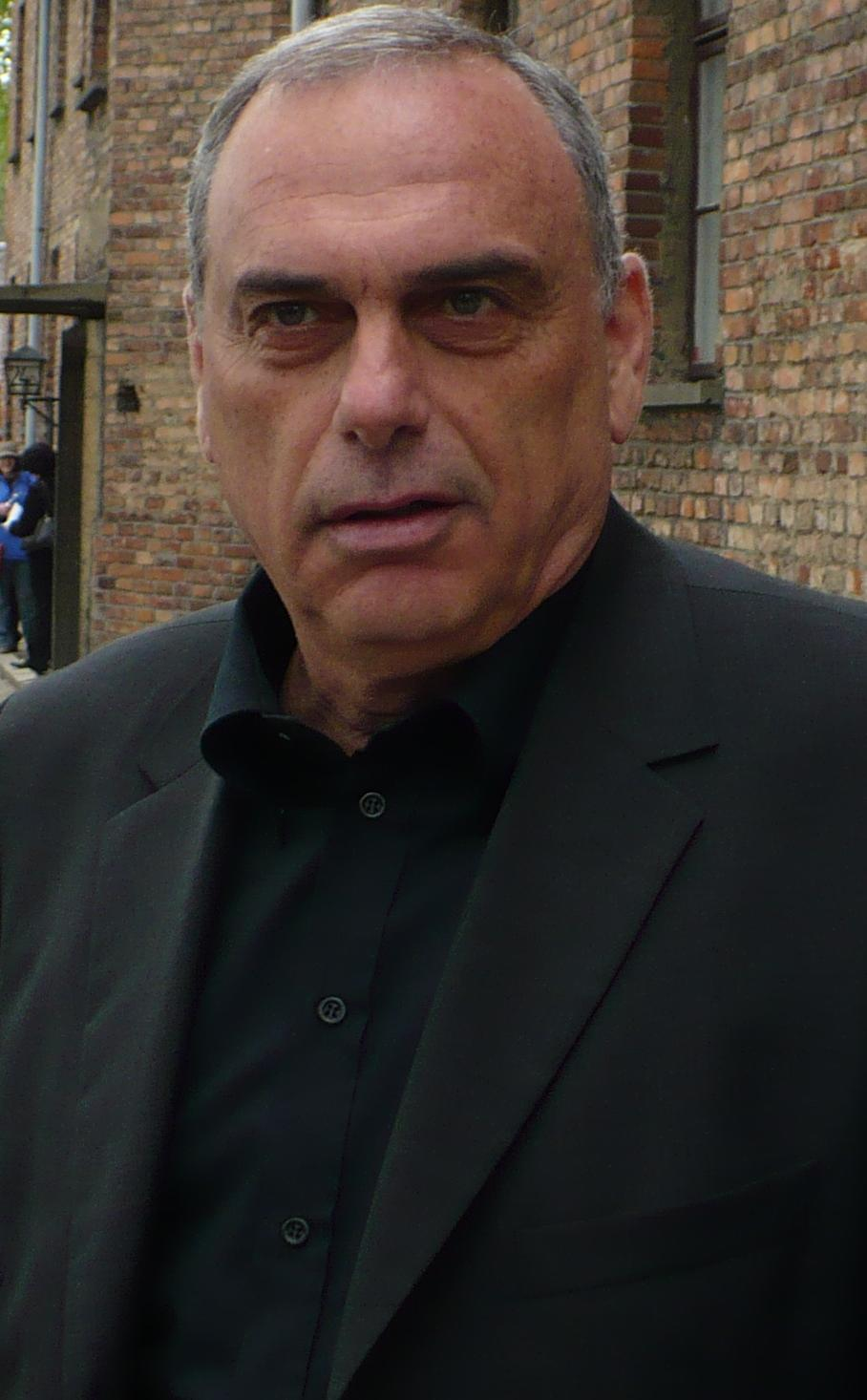
Grant en 2008.

El 7 de octubre de 2009, Grant regresó al Portsmouth como su nuevo director de fútbol, tras la compra del club por parte de Ali al-Faraj. El 26 de noviembre de 2009, es nombrado nuevo entrenador, supliendo a Paul Hart. Su primer partido como entrenador fue una derrota por 4-1 en casa ante el Manchester United el 28 de noviembre de 2009. A esto le siguió una derrota por 4-2 en casa ante el Aston Villa en la Copa de la Liga. Su primera victoria llegó en la Premier League el 5 de diciembre de 2009, con una victoria por 2-0 sobre el Burnley. Después de esto, llevó al Portsmouth a una victoria por 2-0 sobre el Liverpool. Aunque Portsmouth pasó a la administración en marzo de 2010 y como resultado se le dedujeron nueve puntos (lo que contribuyó a su eventual descenso al último lugar), Grant supervisó una carrera hacia la final de la FA Cup que los vio derrotados por poco por su antiguo club Chelsea en el Estadio de Wembley. El 20 de mayo de 2010, Grant renunció como entrenador del Portsmouth. Anunció su decisión de marcharse en una carta abierta a la afición en la web del club, afirmando que "ha sido la decisión más difícil que he tenido que tomar". Continuó diciendo que los fanáticos de Portsmouth le habían hecho llorar con su lealtad, devoción y pasión por el club.

#### West Ham United

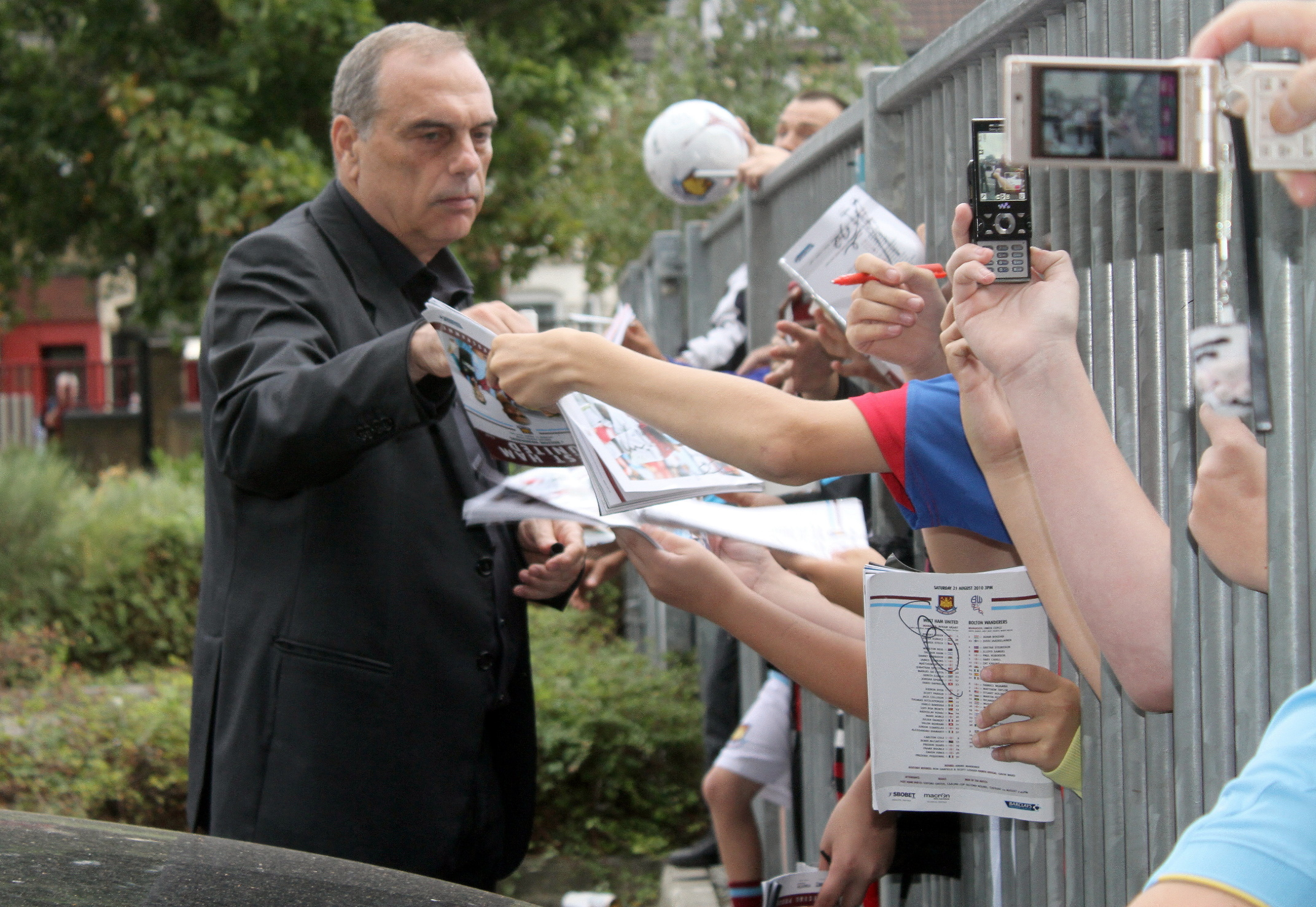
Grant firmando autógrafos después del partido West Ham United vs. Bolton Wanderers el 21 de agosto de 2010.

El 3 de junio de 2010, Grant firmó un contrato de cuatro años con West Ham United sujeto a un permiso de trabajo que se obtuvo el 8 de junio. Al comienzo de la temporada 2010-11, Grant llevó al West Ham a su peor comienzo en la Premier League. Su primer punto se ganó el 18 de septiembre cuando Grant no pudo hacerse cargo del equipo para un partido en Stoke City con respecto a su día sagrado judío, Yom Kipur y por lo que los entrenadores asistentes Paul Groves, Kevin Keen y Željko Petrović quedaron a cargo del equipo.
Un comienzo pésimo de la temporada 2010-11 hizo que Grant fuera criticado después de que los Hammers ganaran solo dos juegos de la Premier League a fines de noviembre y quedaran al final de la tabla. Sin embargo, hubo un motivo de celebración muy necesario el 30 de noviembre de 2010 cuando su equipo venció al Manchester United por 4-0 en los cuartos de final de la Copa de la Liga. West Ham se convirtió en el primer equipo en vencer al equipo de Sir Alex Ferguson en cualquier competencia esta temporada, y fue semifinalista en la competencia por primera vez desde la temporada 1989-90.
Sin embargo, el despido del entrenador del Blackburn Rovers Sam Allardyce el 13 de diciembre de 2010 fue seguido por informes de los medios de que West Ham estaba a punto de despedir a Grant y ofrecerle a Allardyce su trabajo. De hecho, se informó que Grant recibió un ultimátum inusual: ganar uno de los próximos tres juegos o enfrentar la pérdida de su trabajo.
Una victoria por 3-1 ante el Fulham el Boxing Day, la primera victoria fuera de casa del West Ham de la temporada, pareció aliviar la presión sobre Grant, al igual que una victoria por 2-0 en casa sobre Wolverhampton en Año Nuevo, que sacó a los Hammers de la zona de descenso. Sin embargo, una derrota por 5-0 ante el Newcastle United el 5 de enero puso en duda aún más la posición de Grant cuando los Hammers volvieron a caer al final de la tabla. La presión se intensificó con otra derrota el 15 de enero, ya que muchos medios informaron que Martin O'Neill lo reemplazaría como entrenador, solo para descubrir más tarde que O'Neill se descartó del puesto.
West Ham ganó solo siete juegos de la Premier League, con Grant, de los 37 jugados en una temporada en la que ganó más juegos de Copa que de Liga. Durante un partido fuera de casa ante el Wigan Athletic el 15 de mayo de 2011 (un partido que el tenían que ganar para tener alguna posibilidad de evitar el descenso), un avión voló sobre el suelo arrastrando un pancarta que dice "Avram Grant - Millwall legend", una referencia sarcástica a la rivalidad del West Ham con el  Millwall. El equipo perdería por 3-2 asegurando su descenso de la Premier League. Grant fue despedido ese día, horas después del final del partido.

### Partizán de Belgrado
El 13 de enero de 2012, la junta directiva del Partizán de Belgrado anunció en un comunicado oficial al público que Grant fue nombrado nuevo entrenador del club. Después de guiar al Partizan a su quinto campeonato serbio consecutivo, Grant renunció el 14 de mayo de 2012, haciendo uso de la cláusula de rescisión de su contrato de 18 meses.

### Selección de Ghana

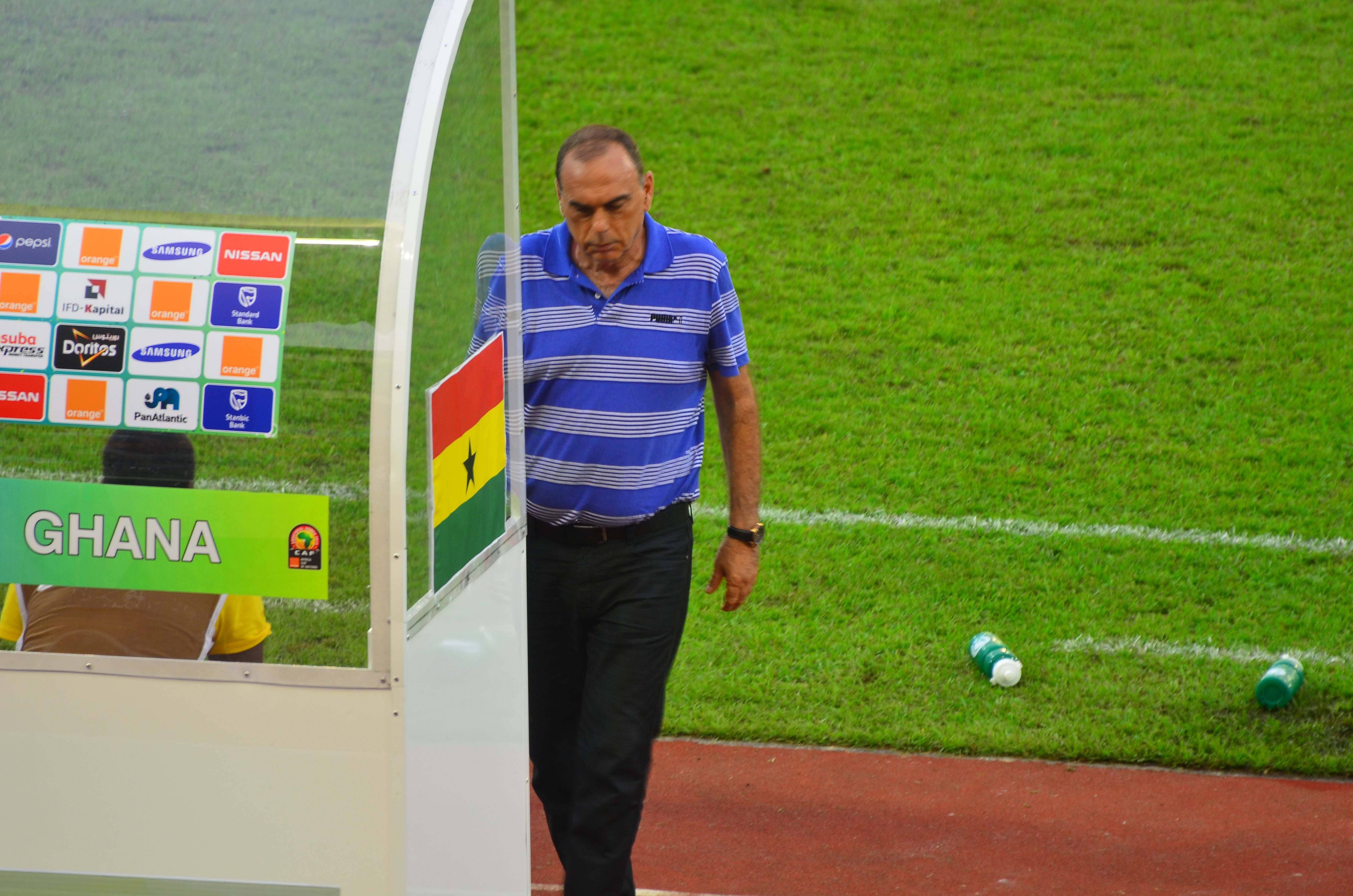
Grant como entrenador de Ghana-

El 27 de noviembre de 2014, es oficialmente elegido como nuevo seleccionador de Ghana. Llevó al conjunto africano a la final de la Copa África en 2015, pero perdió ante Costa de Marfil en la tanda de penaltis. En la edición de 2017, fue eliminado en semifinales por Camerún, que también acabaría proclamándose campeón. Pocos días después, el 7 de febrero de 2017, Grant dimitió.

### NorthEast United
Grant se unió al NorthEast United de la Superliga india como asesor técnico el 4 de enero de 2018 y luego se convirtió en el entrenador. Con él, NorthEast ganó su primer partido en casa de la temporada. Es el primer entrenador de un país asiático en la historia de la Superliga India.

### Selección de Zambia
El 22 de diciembre de 2022, Grant fue presentado como el nuevo entrenador de la selección de fútbol de Zambia después de firmar un contrato por dos años.

## Clubes
| Club                        | País       | Año           | PJ  | G   | E   | P   | Efectividad % |
| --------------------------- | ---------- | ------------- | --- | --- | --- | --- | ------------- |
| Hapoel Petah-Tikvah         | Israel     | 1986-1991     | 158 | 72  | 52  | 34  | 58,64%        |
| Maccabi Tel Aviv            | Israel     | 1991-1995     | 193 | 125 | 31  | 37  | 70,12%        |
| Hapoel Haifa                | Israel     | 1995-1996     | 30  | 19  | 7   | 4   | 71%           |
| Maccabi Tel Aviv            | Israel     | 1996-2000     | 172 | 87  | 29  | 56  | 56,20%        |
| Maccabi Haifa               | Israel     | 2000-2002     | 77  | 48  | 21  | 8   | 71,43%        |
| Selección de Israel         | Israel     | 2002-2005     | 33  | 14  | 13  | 6   | 55,56%        |
| Chelsea                     | Inglaterra | 2007-2008     | 54  | 36  | 12  | 6   | 74,07%        |
| Portsmouth                  | Inglaterra | 2009-2010     | 33  | 10  | 7   | 16  | 37%           |
| West Ham                    | Inglaterra | 2010-2011     | 47  | 15  | 12  | 20  | 40,42%        |
| Partizán de Belgrado        | Serbia     | 2012          | 16  | 11  | 2   | 3   | 72,92%        |
| Selección de Ghana          | Ghana      | 2014-2017     | 27  | 12  | 8   | 7   | 54,32%        |
| NorthEast United (interino) | India      | 2018          | 17  | 2   | 1   | 14  | 13,72%        |
| Selección de Zambia         | Zambia     | 2022-presente | 20  | 10  | 5   | 5   | 58,33%        |
| Total                       | Total      | Total         | 877 | 461 | 200 | 216 | 60,17%        |

## Palmarés

### Como entrenador

#### Campeonatos nacionales
| Título                 | Club                 | País   | Año     |
| ---------------------- | -------------------- | ------ | ------- |
| Copa Toto              | Hapoel Petah-Tikvah  | Israel | 1989-90 |
| Copa Toto              | Hapoel Petah-Tikvah  | Israel | 1990-91 |
| Liga Leumit            | Maccabi Tel Aviv     | Israel | 1991-92 |
| Copa Toto              | Maccabi Tel Aviv     | Israel | 1992-93 |
| Copa de Israel         | Maccabi Tel Aviv     | Israel | 1993-94 |
| Liga Leumit            | Maccabi Tel Aviv     | Israel | 1994-95 |
| Copa Toto              | Maccabi Tel Aviv     | Israel | 1998-99 |
| Liga Premier de Israel | Maccabi Haifa        | Israel | 2000-01 |
| Liga Premier de Israel | Maccabi Haifa        | Israel | 2001-02 |
| Copa Toto              | Maccabi Haifa        | Israel | 2001-02 |
| Superliga de Serbia    | Partizán de Belgrado | Serbia | 2011-12 |